# قيلة سحائية كاذبة
القيلَة السِحائيَّة الكاذِبة هي تجمعٌ شاذٌ للسائل الدماغي الشوكي (CSF)، وتكون متصلةً مع حيز السائل الدماغي الشوكي المُحيط بالدماغ والحبل الشوكي. عند مُقارنتها مع القيلَة السِحائيَّة التي يكون فيها السائل مُحاطًا ومحصورًا بالأم الجافية، فإنَّ السائل في القيلة السحائيَّة الكاذبة لا يكون محاطًا بأي غشاءٍ، ولكنهُ موجودٌ ضمن تجويفٍ في الأنسجة الرخوة.
قد تحدثُ القيلَة السِحائيَّة الكاذِبة نتيجةً لجراحة الدماغ أو جراحة العمود الفقري أو أذيةٍ انقلاعيةٍ للضفيرة العضديَّة.
تُعالج القيلَة السِحائيَّة الكاذِبة معالجةً تحفظيَّة، أو قد تحتاجُ إلى إصلاحٍ عبر جراحة الأعصاب.